# Taiwan High Speed 700T
Le Taiwan High Speed 700T est un train exploité par la compagnie Taiwan High Speed Rail Corporation (THSRC) sur la ligne à grande vitesse de Taïwan. Il est basé sur le Shinkansen série 700. Ce train est fabriqué par un consortium d'entreprises japonaises.
Les trains roulent à 300 km/h sur les chemins de fer taiwanais depuis début 2007.

## Photos du train

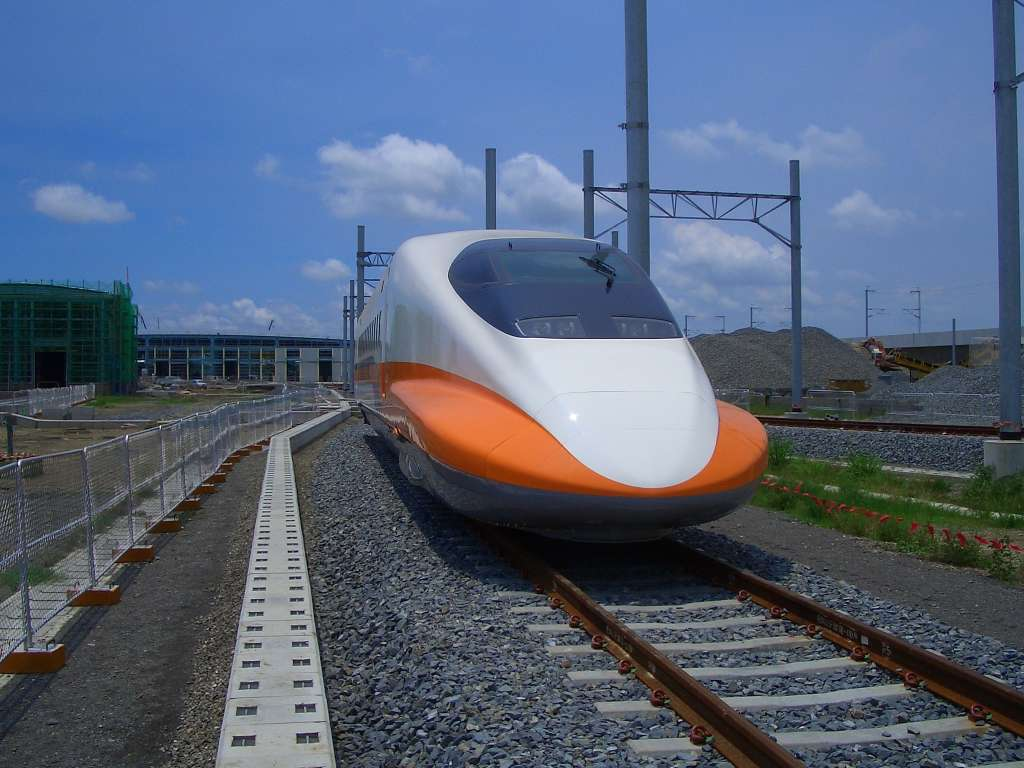
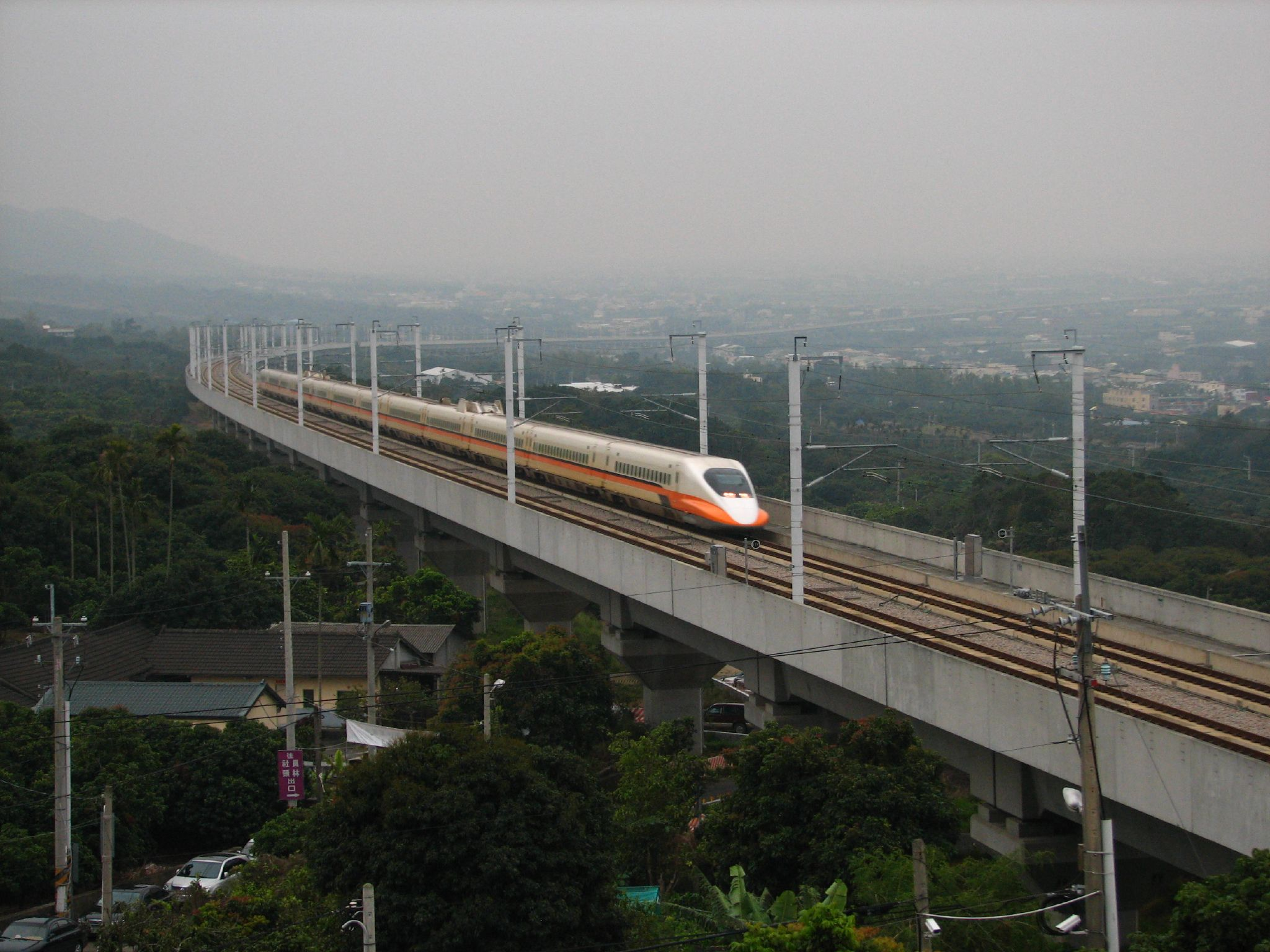
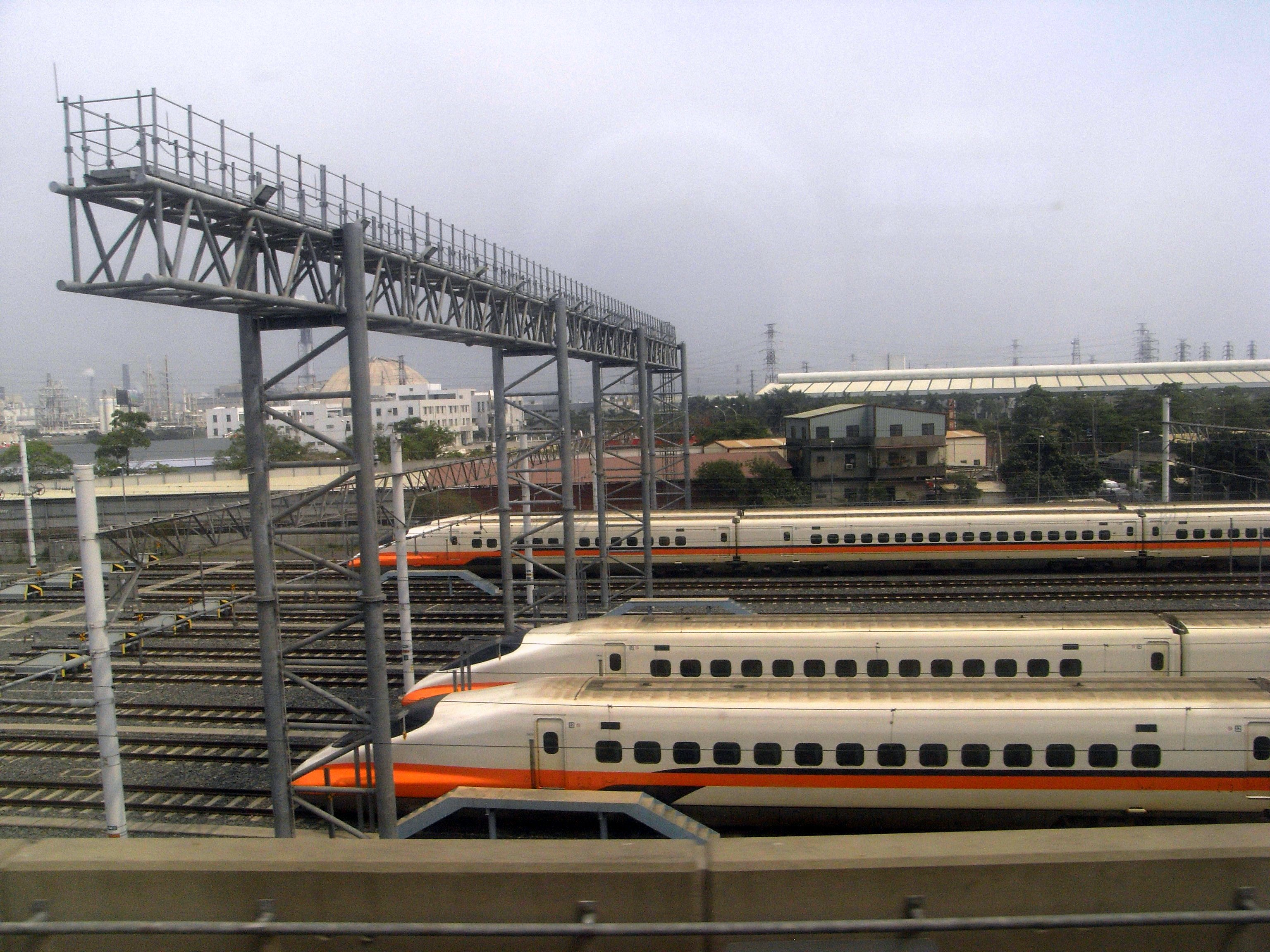
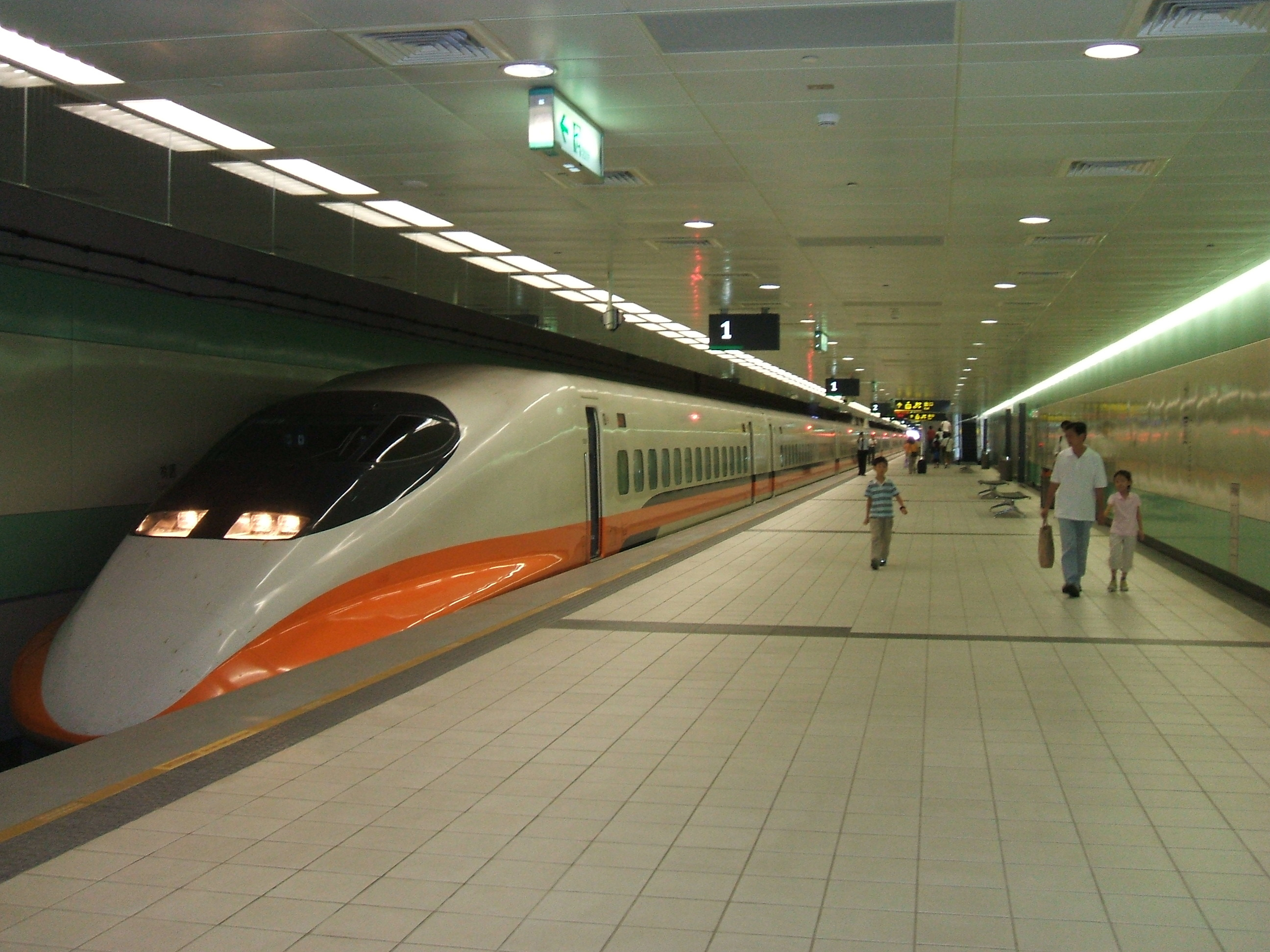